# 本庄麻里子
本庄 麻里子（ほんじょう まりこ、1975年〈昭和50年〉3月13日 - ）はRKB毎日放送の元アナウンサー。妹はフリーアナウンサーで、元・瀬戸内海放送アナウンサー兼報道記者の本庄里恵子。

## 来歴
神奈川県横浜市出身。学習院女子高等科、学習院大学文学部心理学科を卒業後、1997年4月、RKB毎日放送に入社。同期の中野伊万里（2001年寿退社）や後輩の池尻和佳子らと、番組の企画で若手女子アナユニット「ピーチーズ」の結成に加わり、初代メンバーを務めた。
2010年末に結婚。その後妊娠し、翌年3月末以降順次番組を降りて出産・育児休暇に向けたシフトに入り、6月から翌年3月まで産休、育休を取得し、2012年春改編で現場復帰。
その後、2016年2月に第2児の妊娠し、出産に伴い産休に入り、その後出産。産休以後、2年に渡り育休を取得し、2018年4月2日付にて現場復帰した。
RKB毎日放送を2024年6月30日（日）に退職している。

## 過去の出演番組

### テレビ
- エクスプレス（福岡担当）
- 超A級スクープ映像大賞（TBSテレビ）[4]
- 追跡2000
- 駅におりたら（九州地区JNN6局ネット）
- 福田健次のどんどんショッピング[5]
- ピーチーズの@お気に入り
- 原口・はなわの踊る!すまいる大御殿 2003年4月 - 2011年3月
- 今日感テレビ（曜日MC）※月曜 - 水曜、2018年4月2日 - 2020年9月17日
- ぞっこんRKB
- 天神調査隊 チームR4
- 福岡県庁知らせた課（県広報番組）※ナレーション
- まちプリ（メインMC）2021年3月29日 - 2022年3月25日
- タダイマ!（MC：15時台〜17時台）2022年3月28日 -2024年3月29日
- RKBヘッドライン（不定期）

### ラジオ
- 宇佐元恭一TOKYO ff
- 宇佐元恭一アーティストライブラリー
- あべやすみのやすみの朝に
- 中西一清スタミナラジオ（パーソナリティ） - 2008年9月29日 -  2011年5月27日、2012年4月2日 - 2014年3月28日[6]
- ニュース新発見 インサイト（パーソナリティ） - 2014年3月31日 - 2016年1月31日
- おしゃべり本棚
- RKB50ニュース（不定期）